# Церква Зіслання Святого Духа (Таурів)
Церква Зіслання Святого Духа в Таурові — парафія і храм греко-католицької громади Козлівського деканату Тернопільсько-Зборівської архієпархії Української греко-католицької церкви в селі Таурів Тернопільського району Тернопільської области.
Оголошена пам'яткою архітектури місцевого значення.

## Історія церкви
Храм збудували в 1907 році, і тоді ж була утворена парафія. Кошти на будівництво надавaла громада села Таурів.
Парафія і храм діяли в лоні УГКЦ до 1946 року, а також з 1990 року. З 1988 до 1990 року вони перебували в юрисдикції РПЦ.
Парафію відвідували ієрархи: у 1990 році — єпископ Михаїл Колтун, а у 2007 році — владика Василій Семенюк.
Храм має статус відпустового, а відпуст відбувається 22 грудня, у день Непорочного Зачаття Пресвятої Богородиці.
При церкві діють такі спільноти: «Матері в молитві», братство Матері Божої Неустанної Помочі, братство Найсвятішого Серця Ісуса, Марійська та Вівтарна дружини.
На території парафії встановлено хрест на згадку про освячення храму та Місійний хрест.
У власності парафії є проборство.

## Парохи
- о. Омелян Драпінський (1988—1995),
- о. Володимир П'єцух (з 1995).